# پشموک
پشموک (نام علمی: Aerva) نام یک سرده از تیرهٔ گندمیان است. این جنس در ایران یک گونه گیاه درختچه‌ای دارد که علاوه بر ایران در عراق، افغانستان، پاکستان، فلسطین، هندوستان، سیلان، عربستان، مصر و سنگال نیز می‌رویند.